# Championnat d'Italie de rugby à XV 1946-1947
Navigation
Serie A 1945-1946 Serie A 1947-1948
Le Championnat d'Italie de rugby à XV 1946-1947 oppose les dix meilleures équipes italiennes de rugby à XV. Le championnat débute en 1946 et se termine en 1947. Il se déroule en deux temps : les dix équipes réparties en deux groupes de cinq et un tour final avec les deux premiers de chaque groupe.
Les deux finalistes de l'année précédente, l'Amatori Milan et le Rugby Rome (vainqueurs des seize éditions antérieures) sont éliminés en phase de poule. Le Ginnastica Torino, emmené par Vincenzo Bertolotto et quelques anciens du GUF Torino, remporte le titre.

## Équipes participantes
Les dix équipes sont réparties en deux groupes, de la façon suivante :
| Groupe A - Ginnastica Torino - Rugby Parme - Amatori Milan - Genova - Rugby Milano | Groupe B - Rugby Rovigo - Bologne - Rugby Rome - Giovinezza Trieste - Padova |

## Résultats

### Phase de groupe

#### Groupe A
| Rang | Club                    | J | V | N | D | Pm | Pe | Diff | Pts |
| ---- | ----------------------- | - | - | - | - | -- | -- | ---- | --- |
| 1    | Ginnastica Torino       | 8 | 6 | 0 | 2 | 63 | 29 | +34  | 12  |
| 2    | Rugby Parma             | 8 | 5 | 2 | 1 | 60 | 32 | +28  | 12  |
| 3    | Amatori Rugby Milan (T) | 8 | 5 | 1 | 2 | 91 | 37 | +54  | 11  |
| 4    | Genova                  | 8 | 2 | 0 | 6 | 37 | 93 | -56  | 4   |
| 5    | Rugby Milano            | 8 | 0 | 1 | 7 | 23 | 83 | -60  | 1   |

|  | Qualifiés (no 1, no 2)   |
|  | T : tenant du titre 1946 |

Attribution des points :  victoire : 2, match nul : 1, défaite : 0.

#### Groupe B
| Rang | Club               | J | V | N | D | Pm | Pe | Diff | Pts |
| ---- | ------------------ | - | - | - | - | -- | -- | ---- | --- |
| 1    | Rugby Rovigo       | 6 | 5 | 1 | 0 | 36 | 18 | +18  | 11  |
| 2    | Rugby Bologne      | 6 | 3 | 1 | 2 | 49 | 30 | +19  | 7   |
| 3    | Rugby Rome         | 6 | 1 | 2 | 3 | 30 | 65 | -35  | 4   |
| 4    | Giovinezza Trieste | 6 | 1 | 0 | 5 | 49 | 51 | -2   | 2   |
| 5    | Padova             | 0 | 0 | 0 | 0 | 0  | 0  | 0    | 0¹  |

¹Padova se retire du championnat.
|  | Qualifiés (no 1, no 2) |

Attribution des points :  victoire : 2, match nul : 1, défaite : 0.

### Tour final
| Rang | Club              | J | V | N | D | Pm | Pe | Diff | Pts |
| ---- | ----------------- | - | - | - | - | -- | -- | ---- | --- |
| 1    | Ginnastica Torino | 6 | 3 | 2 | 1 | 37 | 29 | +8   | 8   |
| 2    | Rugby Bologne     | 6 | 3 | 1 | 2 | 44 | 47 | -3   | 7   |
| 3    | Rugby Rovigo      | 6 | 1 | 2 | 3 | 38 | 43 | -5   | 5   |
| 4    | Rugby Parma       | 6 | 2 | 0 | 4 | 55 | 55 | 0    | 4   |

|  | Vainqueur (no 1) |

Attribution des points :  victoire : 2, match nul : 1, défaite : 0.

## Vainqueur

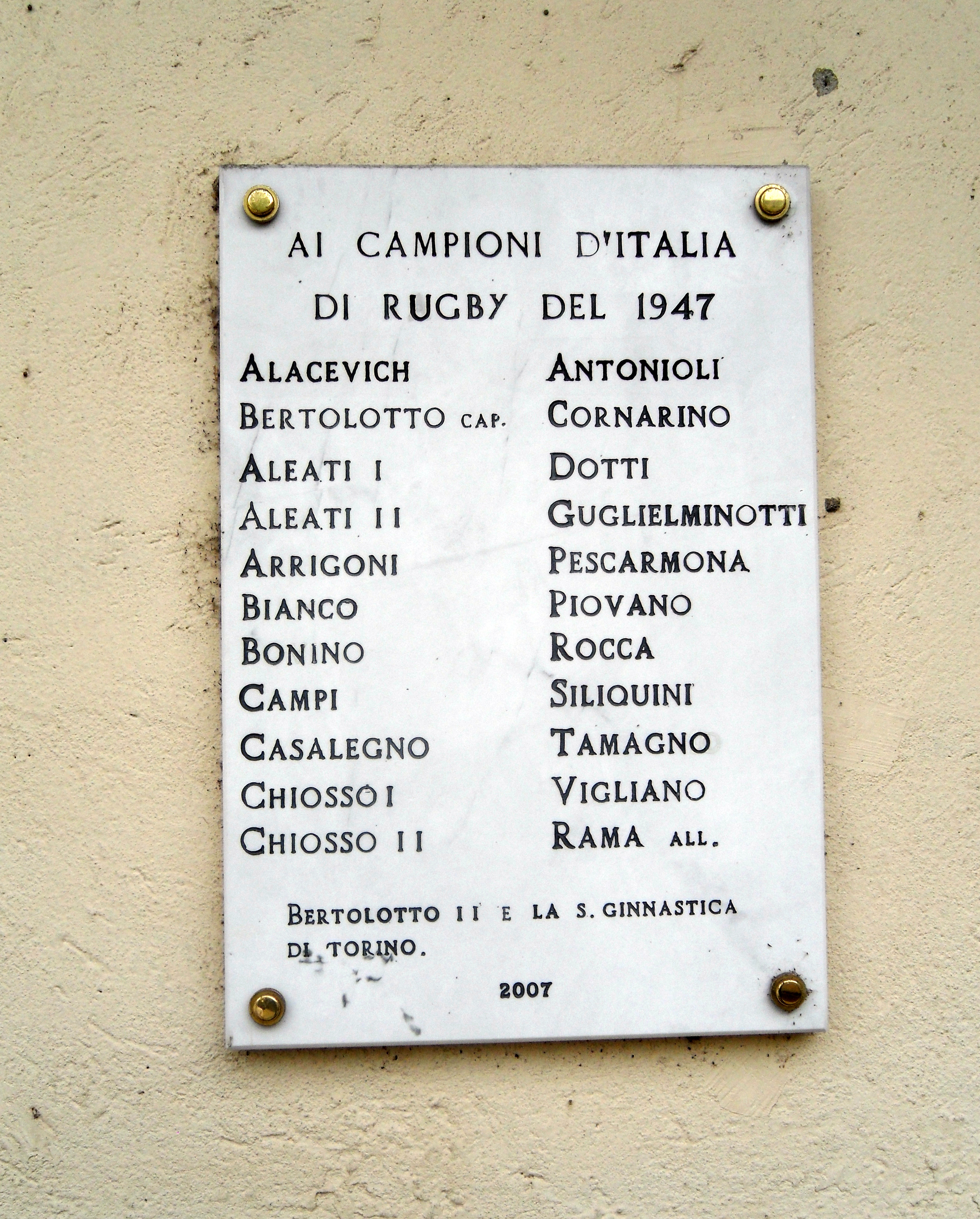
Plaque commémorative en l'honneur des champions d'Italie de rugby 1947.

| - Alacevich - Aleati I - Aleati II - Arrigoni - Barberis - Vincenzo Bertolotto | - Bianco - Bonino - Campi - Casalegno - Chiattoni - Chiosso I | - Chiosso II - Cornarino - Dotti V - Guglierminotti - Pescarmona - Pivano | - Rocca - Siliquini - Tamagno - Sandro Vigliano |